# Genial (canal de YouTube)
GENIAL (también: Genial.guru; o, en inglés: The Bright Side) es un canal chipriota de YouTube, operado por el editor de medios TheSoul Publishing . El canal, que fue fundado en 2017, sube videos a diario sobre acertijos, así como de historia y conocimiento. Para mayo de 2024, era el canal de YouTube número 77 con más suscriptores con más de 44,6 millones de suscriptores en su canal principal y más de 11 mil millones de visitas, El canal tiene más de cuatro mil videos. 

## Historia
Genial.guru fue creado el 15 de marzo del 2017, y publica videos que son una mezcla de "hechos", acertijos y trucos para la vida diaria. Genial ha sido descrito como un "canal popular de granja de contenido".
En el mes de junio de 2019, Genial popularizó el ayuno de 382 días realizado en 1965 por Angus Barbieri, luego de crear un video animado que narra el evento. El video recibió más de 300.000 vistas una semana después de su carga.
Su video más popular se llama «13 Consejos Que Debes Conocer Para Sobrevivir A Los Ataques De Animales Salvajes», que se creó a finales del 2017. Para abril del 2022, el video tenía casi 90 millones de visitas. 
El canal es operado por TheSoul Publishing, una empresa fundada por los desarrolladores rusos Pavel Radaev y Marat Mukhametov. La compañía posee más de 100 canales, incluidos Ideas en 5 minutos, Ideas en 5 minutos - Niños, 5-Minute Crafts Girly, 7-Second Riddles y 5-Minute Magic . En 2019, la empresa operaba 40 páginas de Facebook en 10 idiomas y tenía 550 empleados. En 2021, la compañía tenía 100 marcas de canal en 19 idiomas diferentes, con una fuerza laboral global de 2100 miembros.